# Sisi Stringer
Sisi Stringer (Nueva Gales del Sur, 10 de enero de 1997) es una actriz y asistente de dirección australiana, conocida por interpretar el personaje de Mileena en la película Mortal Kombat de 2021.

## Biografía
Nació y creció en Nueva Gales del Sur, Australia, y fue bailarina durante diez años. Comenzó su carrera siendo asistente de dirección para la película Matt Gaffney Must Die en 2018, de ahí comenzó su carrera como actriz con la cinta Bloody Hell de 2020, ese mismo año filma la cinta Children of the Corn, precuela de la cinta original, en el papel de Tanika. Su gran oportunidad llegaría cuándo es elegida para interpretar al mítico personaje de Mortal Kombat, Mileena, en la cinta homónima de 2021, Mortal Kombat.
En agosto de 2021 se anunció que Stringer protagonizaría la serie de televisión para Peacock de la saga de libros Vampire Academy de la autora Richelle Mead, junto a Daniela Nieves, interpretando el papel de 'Rosemarie Hathaway'.

## Filmografía
| Año  | Título               | Papel              | Notas |
| ---- | -------------------- | ------------------ | ----- |
| 2020 | Bloody Hell          | Cajera             |       |
| 2020 | Children of the Corn | Tanika             |       |
| 2021 | Mortal Kombat        | Mileena            |       |
| 2022 | Vampire Academy      | Rosemarie Hathaway |       |